# NGC 2604B
NGC 2604B је спирална галаксија у сазвежђу Рак која се налази на NGC листи објеката дубоког неба.
Деклинација објекта је + 29° 29' 58" а ректасцензија 8h 33m 35,7s. Привидна величина (магнитуда) објекта NGC 2604 износи 14,8 а фотографска магнитуда 15,5. NGC 2604B је још познат и под ознакама MCG 5-20-23, CGCG 149-49, KUG 0830+296, PGC 24004.